# Guillermo Giacomazzi
Guillermo Gonzalo Giacomazzi Suárez (født 21. november 1977 i Montevideo, Uruguay) er en uruguayansk tidligere fodboldspiller (midtbane).
Giacomazzi spillede gennem sin karriere 17 kampe for Uruguays landshold. På klubplan spillede han størstedelen af sin karriere i Italien, hvor han blandt andet repræsenterede både Lecce, Palermo og Perugia.